# Cristòfor II de Dinamarca
Cristòfor II (29 de setembre de 1276 - Nyköping, 2 d'agost de 1332). Rei de Dinamarca entre 1320 i 1326, i novament entre 1329 i 1332. Era el segon fill del rei Erik V Glipping, i el seu nom ha estat sempre lligat a una de les pitjors etapes del país, pel fet que el seu regnat acabà amb la pràctica dissolució de l'Estat danès.
Durant la seva joventut, va recolzar àmpliament el regnat del seu germà, Eric VI. D'aquest suport destaca la detenció de l'arquebisbe Jens Grand, opositor del rei. Aquest suport a la corona li va valer ser nomenat duc d'Estònia el 1303. A partir de llavors però, i veient-se com a possible hereu, es va distanciar progressivament del seu germà, fins a marxar a l'exili el 1319.
Només un any més tard, i després de la mort del seu germà, fou proclamat rei. A les seves mans es va trobar amb una economia pràcticament esgotada i un territori dominat pels senyors feudals. Els seus intents per restablir un poder reial fort el van enfrontar a la noblesa, fins al punt que el 1326 va ser destronat i hagué de marxar a l'exili. En el seu lloc, fou coronat un parent seu, Valdemar, de només 12 anys, sota la regència del comte Gerard III de Holstein.
El caos en què va quedar sotmès el país, amb cada ciutat i cada regió actuant al marge de la resta, li va permetre recuperar el tron el 1329. L'ajuda de part de la noblesa la va pagar però, amb escreix, i Cristòfor II es va convertir en un titella. Els préstecs demanats es van pagar amb la cessió de territoris als diferents nobles, com va ser el cas de Jutlàndia. Privat de qualsevol poder, va quedar reclòs a l'illa de Lolland, on arribà a ser atacat per mercenaris alemanys.
El 1331, en un darrer intent per aprofitar els conflictes entre nobles, va donar suport al duc Joan de Holstein-Plön en la seva lluita contra Gerard III de Holstein-Rendsburg. Derrotat però, fou empresonat al castell de Nyköping, on morí arruïnat i desfet un any més tard.

## Família i descendència
Cristòfor II es casà el 1307 amb Eufèmia, filla del duc Bogusław IV de Pomerània i morta el 1330. D'aquesta relació van néixer sis fills:
- Margarida (1305-1340), casada el 1324 amb el duc Lluís V de Baviera.
- Eric (1307-1331), príncep hereu des de 1324. Casat el 1330 amb Elisabeth de Holstein, filla del comte Gerard III de Holstein, es va divorciar el 1331, any en què va morir accidentalment.
- Otó (1310-1347), duc de Lolland i d'Estònia. Pretendent al tron danès, fou vençut i empresonat per Gerard III de Holstein el 7 d'octubre de 1334. Alliberat el 1341, va renunciar formalment al tron sis anys més tard i va ingressar a l'Orde Teutònic.
- Agnès (1312)
- Hedvig (1315)
- Valdemar (1320-1375), rei de Dinamarca entre 1340 i 1375.